# Bob Richards
Robert Eugene „Bob“ Richards (20. února 1926 Champaign, Illinois – 26. února 2023) byl americký atlet, dvojnásobný olympijský vítěz ve skoku o tyči.

## Sportovní kariéra
Absolvoval University of Illinois. Během studií se stal v roce 1947 akademickým mistrem USA ve skoku o tyči. O rok později získal v této disciplíně bronzovou olympijskou medaili. V roce 1952 se stal olympijským vítězem ve skoku o tyči, když v Helsinkách vytvořil nový olympijský rekord 455 cm. Olympijské zlato obhájil, jako první tyčkař v historii, o čtyři roky později v Melbourne. Při svém druhém olympijském vítězství o 1 cm vylepšil svůj dosavadní olympijský rekord. V Melbourne startoval rovněž v desetiboji, ale závod nedokončil. Mistrem USA ve skoku o tyči se stal v letech 1948–1952 a 1954–1957, v desetiboji byl národním šampionem v letech 1951, 1954 a 1855.
V roce 1946 byl vysvěcený pastorem v protestantské církvi Church of Brethren.